# هنري وايلز
هنري وايلز (بالإنجليزية: Henry Wiles)‏ هو متسابق دراجات نارية أمريكي، ولد في 11 مارس 1984 في بلدة فريمونت في الولايات المتحدة.

## روابط خارجية
- هنري وايلز على موقع ألعاب إكس (مؤرشف) (الإنجليزية)